# 光明寺 (明石市鍛治屋町)
光明寺（こうみょうじ）は、兵庫県明石市鍛治屋町にある真宗大谷派の寺院。東本願寺の末寺。別名、朝顔光明寺（あさがおこうみょうじ）。源氏物語ゆかりの寺。

## 歴史
1619年（元和5年）に福中城（神戸市西区平野町）から移転、初代明石藩主の小笠原忠真が本堂を建立する。その後、1970年（昭和45年）に改築する。
境内には「月見の池」があり、光源氏が池に映る月を見て、「秋風に波やこすらむ夜もすがら明石の浦の月の朝顔」と詠んだと伝わっている。

## 所在地
〒673-0884  兵庫県明石市鍛治屋町4番6号

## 境内
- 本堂
- 月見の池

## 周辺
- 明石市役所
- 浜光明寺
- 明石港
- 国道2号
- 明石駅
- 中崎公会堂

## アクセス
- JR西日本山陽本線明石駅、山陽電鉄山陽明石駅から南に徒歩約5分